# Nesticus sbordonii
Nesticus sbordonii là một loài nhện trong họ Nesticidae.
Loài này thuộc chi Nesticus. Nesticus sbordonii được Paolo Marcello Brignoli miêu tả năm 1979.